# Eric Kendricks
(en) Statistiques sur pro-football-reference
Eric-Nathan M. Kendricks, né le 29 février 1992 à Clovis en Californie, est un sportif professionnel américain de football américain.
Il joue au poste de linebacker dans la National Football League (NFL) depuis la saison 2015 et pour les Cowboys de Dallas dès 2024.
Au niveau universitaire, il a joué pour les Bruins de l'université de Californie à Los Angeles pendant cinq saisons (2010-2014) dans la NCAA Division I FBS et sa Pacific-12 Conference (Pac-12). En 2014, il est sélectionné dans la première équipe All-American ainsi que dans la deuxième équipe de la Pac-12 et se voit décerner le Butkus Award et le Trophée Lott.
Sélectionné en 45e choix global lors du deuxième tour de la draft 2015 de la NFL par la franchise des Vikings du Minnesota, il y joue jusqu'au terme de la saison 2022 et s'engage ensuite avec les Chargers de Los Angeles en 2023. Devenu agent libre, il signe avec Dallas le 14 mars 2024.

## Vie privée
Son frère, Mychal, joue également dans la NFL au poste de linebacker. Leur père, a été le meilleur des Bruins de l'UCLA au nombre de yards gagnés à la course en 1970 et 1971,.
Kendricks est le seul joueur en activité à être né un jour bissextile.